# Écollemont
Écollemont ist eine französische Gemeinde im Département Marne in der Region Grand Est. Sie hat eine Fläche von 2,82 km² und 63 Einwohner (2022).

## Geografie
Die Gemeinde Écollemont liegt am Fluss Blaise, etwa 18 Kilometer westlich von Saint-Dizier. Im Süden hat die Gemeinde einen kleinen Anteil am Lac du Der-Chantecoq, dem größten Stausee Frankreichs.
Nachbargemeinden sind: Hauteville, Sainte-Marie-du-Lac-Nuisement, Arrigny und Larzicourt.

## Bevölkerungsentwicklung
| Jahr                       | 1962 | 1968 | 1975 | 1982 | 1990 | 1999 | 2005 | 2010 | 2018 |
| -------------------------- | ---- | ---- | ---- | ---- | ---- | ---- | ---- | ---- | ---- |
| Einwohner                  | 57   | 56   | 45   | 58   | 50   | 49   | 44   | 65   | 55   |
| Quellen: Cassini und INSEE |      |      |      |      |      |      |      |      |      |

## Sehenswürdigkeiten

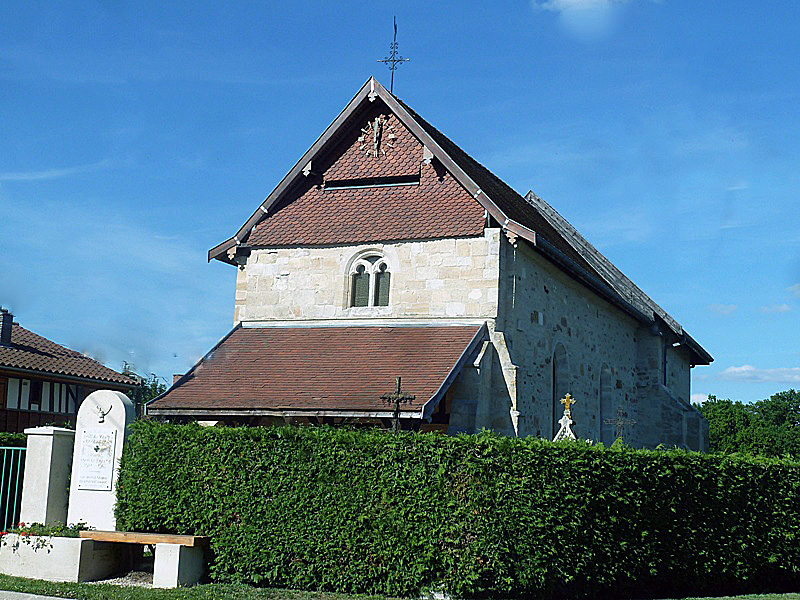
Reste der Kirche Saint-Sauveur

- Kirche Saint-Sauveur
- Wasserturm